# Abraham Code
Abraham Code, född 28 december 1828, död 23 mars 1898, var en kanadensisk politiker.